# Wilhelm Klees
Wilhelm Klees (* 12. März 1841 in Buckau; † 20. Dezember 1922 in Magdeburg) war ein Pionier der Arbeiterbewegung und sozialdemokratischer Politiker.

## Leben
Klees besuchte zunächst die Volksschule und absolvierte dann eine Lehre als Dreher. 1868 gründete er gemeinsam mit Julius Bremer den Sozialen Reformverein, die erste politische Organisation der Magdeburger Arbeiter. Der zeitweise 200 Mitglieder umfassende Verein ging 1869 im Allgemeinen Deutschen Arbeiterverein (ADAV) auf.
Klees, der sich ungefähr 1869 als Zigarrenmacher selbständig gemacht hatte, gehörte zu den Gründungsmitgliedern der 1869 in Eisenach gegründeten Sozialdemokratischen Arbeiterpartei (SDAP).
Während des Deutsch-Französischen Kriegs leistete Klees 1870/1871 Militärdienst.
1877 wurde Klees nebenamtlicher Geschäftsführer der Genossenschaftsdruckerei Magdeburg die das Kopfblatt der in Braunschweig erstellten zweimal wöchentlich erscheinenden Freien Presse druckte. Die Zeitung richtete sich ebenfalls an die Arbeiterschaft. Klees und Bremer redigierten das Blatt und verfassten hierfür Texte.
1890 wurde Klees als erster sozialdemokratischer Abgeordneter für seinen Heimatstadtteil Buckau in den Magdeburger Stadtrat gewählt. Von 1893 bis 1898 war er für Magdeburg Mitglied im Reichstag. Von 1898 bis 1903 vertrat er dort den Wahlkreis Sorau–Forst. 
Klees gehörte auch zu den führenden Funktionären des Zigarren- und Tabakwarenverbandes.
Unter dem sozialdemokratischen Bürgermeister Hermann Beims war Klees dann von 1919 bis 1922 noch als unbesoldeter Stadtrat wieder in Magdeburg tätig.

## Ehrungen
Die Stadt Magdeburg benannte zu seinen Ehren eine Straße als Wilhelm-Klees-Straße.